# Punta de la Atrevida
Punta de la Atrevida (spanisch) ist eine Landspitze im Süden von Deception Island im Archipel der Südlichen Shetlandinseln.
Argentinische Wissenschaftler benannten sie nach der Atrevida, einem der beiden Schiffe bei der Alaska-Expedition (1789–1791) des italienischen Seefahrers Alessandro Malaspina auf der Suche nach der Nordwestpassage.